# George McCrae
George Warren McCrae, Jr. (19 de octubre de 1944) es un cantante estadounidense de música soul y disco, conocido fundamentalmente por su sencillo de 1974 "Rock Your Baby".

## Biografía
McCrae fue el segundo de nueve hermanos, nació en West Palm Beach, Florida. Formó su primer grupo, the Jivin' Jets, antes de alistarse en el ejército en 1963. Cuatro años más tarde, tras finalizar su servicio militar, quiso formar una nueva banda junto a su esposa Gwen, pero finalmente decidieron trabajar juntos como dúo, grabando con el sello discográfico de Henry Stone. A Gwen entonces le ofrecieron un contrato discográfico como solista y McCrae comenzó a ejercer como su mánager. También comenzaron a actuar regularmente en clubes de Palm Beach.
A punto estuvo de regresar a la universidad para estudiar derecho cuando recibió la invitación de Richard Finch y Harry Wayne Casey de KC and the Sunshine Band, que necesitaban a alguien que pudiera llegar a notas altas para cantar un tema que la banda había grabado previamente. La idea original era que su esposa, Gwen, lo cantara pero a esta no pudo llegar a tiempo a la sesión y fue McCrae quien acabó cantando el tema en solitario, adaptando la canción a su voz aguda. "Rock Your Baby", se convirtió en uno de los primeros éxitos de la música disco, llegando a vender más de once millones de copias en todo el mundo y encabezando las listas de éxitos de Estados Unidos y Europa. La revista Rolling Stone la eligió como la mejor canción del año 1974. McCrae fue también nominado a un Premio Grammy en la categoría de "Mejor interpretación masculina de R&B" el año siguiente.
Publicó dos sencillos más, "I Can't Leave You Alone" e "It's Been So Long" que alcanzaron el "top 10" de las listas de éxitos británicas. En 1975 publicó el álbum George McCrae y en 1976, Diamond Touch. Continuó además ejerciendo de mánager para su esposa hasta su divorcio en 1976. En 1978 publicó We Did It! pero a medida que la década avanzaba, la popularidad de McCrae fue paulatinamente decayendo. A finales de los 70 abandonó temporalmente la música y se mudó Canadá.
Retomó su carrera musical en 1984 con la publicación del álbum One Step Closer to Love. El tema del mismo título entró en las listas de éxitos canadienses, británicas y holandesas. Se trasladó entonces a vivir a la localidad de Munstergeleen en los Países Bajos, donde volvió a contraer matrimonio a finales de los 80. Sus siguientes álbumes encontraron cierto éxito en Europa, donde continuó actuando regularmente. Desde el año 2000, reparte su tiempo entre sus residencias de Florida, Aruba y Países Bajos.

## Discografía

### Álbumes
- 1974 - Rock Your Baby
- 1975 - George McCrae
- 1975 - Together (con Gwen McCrae)
- 1976 - Diamond Touch
- 1978 - George McCrae
- 1979 - We Did It
- 1984 - One Step Closer to Love
- 1984 - Own The Night
- 1987 - I Feel Love For You
- 1991 - Diamond Collection
- 1991 - With All My Heart
- 1993 - Golden Classics
- 1993 - Music Mirror
- 1995 - Do Something
- 1996 - Romance
- 2009 - Time for a Change
- 2016 - Love

### Sencillos
| 1974                                                          | "Rock Your Baby"                                      | 1   | 1  | 34 | 1  | 1  | 1 | 1 | 1  | —  | 1 | 3 | 1  | Rock Your Baby          |
| 1974                                                          | "I Can't Leave You Alone"                             | 50  | 10 | —  | 3  | 11 | — | 4 | 3  | —  | — | — | 9  | Rock Your Baby          |
| 1974                                                          | "You Can Have It All"                                 | —   | —  | —  | —  | —  | — | — | —  | —  | — | — | 23 | Rock Your Baby          |
| 1975                                                          | "I Get Lifted"                                        | 37  | 8  | —  | —  | —  | — | — | —  | —  | — | — | —  | Rock Your Baby          |
| 1975                                                          | "Look at You"                                         | 95  | 31 | —  | —  | —  | — | — | —  | —  | — | — | —  | Rock Your Baby          |
| 1975                                                          | "Sing a Happy Song"                                   | —   | —  | —  | 13 | —  | — | — | 27 | —  | — | — | 38 | George McCrae           |
| 1975                                                          | "It's Been So Long"                                   | —   | —  | —  | 27 | —  | — | — | —  | —  | — | 4 | 4  | George McCrae           |
| 1975                                                          | "I Ain't Lyin'"                                       | —   | 31 | —  | 35 | —  | — | — | —  | —  | — | — | 12 | George McCrae           |
| 1976                                                          | "Honey I"                                             | 65  | 18 | —  | —  | —  | — | — | —  | 20 | — | — | 33 | George McCrae           |
| 1976                                                          | "Love in Motion"                                      | —   | —  | —  | —  | —  | — | — | —  | —  | — | — | —  | Diamond Touch           |
| 1977                                                          | "I'm Gonna Stay with My Baby Tonight"                 | —   | —  | —  | —  | —  | — | — | —  | —  | — | — | —  | Diamond Touch           |
| 1977                                                          | "Kiss Me the Way I Like It"                           | 110 | 57 | —  | —  | —  | — | — | —  | —  | — | — | —  | George McCrae (II)      |
| 1978                                                          | "Let's Dance"                                         | —   | 93 | —  | —  | —  | — | — | —  | —  | — | — | —  | George McCrae (II)      |
| 1978                                                          | "(You've Got) My Love, My Life, My Soul"              | —   | —  | —  | —  | —  | — | — | —  | —  | — | — | —  | We Did It!              |
| 1978                                                          | "I Want You Around Me"                                | —   | 91 | —  | —  | —  | — | — | —  | —  | — | — | —  | We Did It!              |
| 1979                                                          | "Don't You Feel My Love"                              | —   | —  | —  | —  | —  | — | — | —  | —  | — | — | —  | We Did It!              |
| 1984                                                          | "One Step Closer (To Love)"                           | —   | —  | —  | —  | —  | — | — | 19 | —  | — | — | 57 | One Step Closer To Love |
| 1984                                                          | "Listen To Your Heart"                                | —   | —  | —  | —  | —  | — | — | —  | —  | — | — | —  | One Step Closer To Love |
| 1984                                                          | "Never Too Late" (NED only)                           | —   | —  | —  | —  | —  | — | — | —  | —  | — | — | —  | One Step Closer To Love |
| 1984                                                          | "Own The Night"                                       | —   | —  | —  | —  | —  | — | — | —  | —  | — | — | —  | Own The Night           |
| 1985                                                          | "Let's Dance / Never Forgot Your Eyes" (UK only)      | —   | —  | —  | —  | —  | — | — | —  | —  | — | — | —  | singles only            |
| 1986                                                          | "Rock Your Baby (Frankfurt Mix)"                      | —   | —  | —  | —  | —  | — | — | —  | —  | — | — | 92 | singles only            |
| 1987                                                          | "That's Love"                                         | —   | —  | —  | —  | —  | — | — | —  | —  | — | — | —  | I Feel Love For You     |
| 1987                                                          | "Girls Don't Lie" (UK only)                           | —   | —  | —  | —  | —  | — | — | —  | —  | — | — | —  | I Feel Love For You     |
| 1988                                                          | "Nice And Slow"                                       | —   | —  | —  | —  | —  | — | — | —  | —  | — | — | —  | singles only            |
| 1989                                                          | "Rock Me All The Way" (NED only)                      | —   | —  | —  | —  | —  | — | — | —  | —  | — | — | —  | singles only            |
| 1990                                                          | "Breathless" (GER only)                               | —   | —  | —  | —  | —  | — | — | —  | —  | — | — | —  | With All My Heart       |
| 1991                                                          | "Calling Love" (GER only)                             | —   | —  | —  | —  | —  | — | — | —  | —  | — | — | —  | With All My Heart       |
| 1991                                                          | "Take This Love of Mine" (GER only)                   | —   | —  | —  | —  | —  | — | — | —  | —  | — | — | —  | With All My Heart       |
| 1994                                                          | "All Around The World (The Fresh Taste of Happiness)" | —   | —  | —  | —  | —  | — | — | —  | —  | — | — | —  | single only             |
| 1995                                                          | "Do Something" (GER only)                             | —   | —  | —  | 82 | —  | — | — | —  | —  | — | — | —  | Do Something            |
| 1995                                                          | "Wanna Be Your Lover" (GER only)                      | —   | —  | —  | —  | —  | — | — | —  | —  | — | — | —  | Do Something            |
| 1996                                                          | "Little Things Softly" (GER only)                     | —   | —  | —  | —  | —  | — | — | —  | —  | — | — | —  | Do Something            |
| 2009                                                          | "It's Been So Long 2009" (GER only)                   | —   | —  | —  | —  | —  | — | — | —  | —  | — | — | —  | Time for a Change       |
| "—" denotes releases that did not chart or were not released. |                                                       |     |    |    |    |    |   |   |    |    |   |   |    |                         |